# Vitalianthus bischlerianus
Vitalianthus bischlerianus là một loài Rêu trong họ Lejeuneaceae. Loài này được (K. C. Pôrto & Grolle) R.M. Schust. & Giancotti miêu tả khoa học đầu tiên năm 1993.